# Rieux-de-Pelleport
Rieux-de-Pelleport är en kommun i departementet Ariège i regionen Occitanien i södra Frankrike. Kommunen ligger  i kantonen Varilhes som ligger i arrondissementet Pamiers. År 2022 hade Rieux-de-Pelleport 1 261 invånare.

## Befolkningsutveckling
Antalet invånare i kommunen Rieux-de-Pelleport
Referens: INSEE